# Tungari
Tungari là một chi nhện trong họ Barychelidae.

## Các loài
- Tungari aurukun Raven, 1994
- Tungari kenwayae Raven, 1994
- Tungari mascordi Raven, 1994
- Tungari monteithi Raven, 1994